# Julius Patzak
Julius Patzak (Vienna, 9 aprile 1898 – Rottach-Egern, 26 gennaio 1974) è stato un tenore austriaco.

## Biografia
Studiò composizione con Franz Schmidt ed Eusebius Mandyczewski, e per qualche tempo praticò l'attività di direttore d'orchestra. Nel 1926 decise però di intraprendere la carriera di cantante, vista la sua bella voce di tenore lirico-spinto, che aveva cominciato a coltivare nello studio da autodidatta. Patzak debuttò nell'Aida nel ruolo di Radames a Reichenberg in quello stesso anno.
Al Wiener Staatsoper debutta come Radames in Aida nel 1928, nel 1929 è Lohengrin in Lohengrin (opera), nel 1934 Florestan in Fidelio con Lotte Lehmann, nel 1941 Ferrando in Così fan tutte e Mario Cavaradossi in Tosca (opera), nel 1946 Hans ne La sposa venduta di Smetana con Wilma Lipp, Hoffmann in Les contes d'Hoffmann (in questo ruolo si è esibito a Vienna in 46 rappresentazioni fino al 1956), B.F. Pinkerton in Madama Butterfly, Belmonte in Die Entführung aus dem Serail con Elisabeth Schwarzkopf ed Hermann ne La dama di picche (opera), nel 1947 Babibnsky in Schwanda, der Dudelsackpfeifer di Jaromír Weinberger, Gustaf III in Un ballo in maschera, Narraboth e Herodes in Salomè (opera), Camille Desmoulins in Dantons Tod di Gottfried von Einem e Der Tenor/Bacchus in Ariadne auf Naxos, nel 1948 Tamino in Die Zauberflöte (questo è stato il suo ruolo maggiormente rappresentato a Vienna con 53 recite fino al 1960), Laca Klemeň in Jenůfa di Leoš Janáček, il Duca di Mantova in Rigoletto con Giuseppe Taddei e Lisa Della Casa, Ein Sänger in Der Rosenkavalier e Wladimir Igorewitsch ne Il principe Igor', nel 1949 Giovanni Pierluigi Palestrina in Palestrina (opera) e Tito ne La clemenza di Tito, nel 1950 Nureddin in Der Barbier von Bagdad di Peter Cornelius e Praeses in Jeanne d'Arc au bûcher di Arthur Honegger, nel 1951 Lenski in Evgenij Onegin, nel 1952 Merkur in Die Liebe der Danae di Richard Strauss, nel 1956 Don Ottavio in Don Giovanni (opera) con Birgit Nilsson e Walter Berry, Stimme des Seemanns in Tristan und Isolde e Walther von der Vogelweide in Tannhäuser (opera) und der Sängerkrieg auf Wartburg, nel 1958 Catull in Catulli Carmina di Orff e nel 1959 Aegisth in Elettra (Strauss). Fino al 1961 egli prese parte a 370 rappresentazioni viennesi.
Cantò regolarmente alla Bayerische Staatsoper dal 1928 al 1945.
Nel 1938 si esibì a Londra alla Royal Opera House al Covent Garden ne Il flauto magico di Mozart nel ruolo di Tamino, quindi di nuovo più volte dopo la seconda guerra mondiale nel 1951, in particolare come Florestano nel Fidelio di Beethoven con la Schwarzkopf e Kirsten Flagstad, ruolo che, assieme a quello di Palestrina nell'omonima opera di Hans Pfitzner, era fra i suoi cavalli di battaglia. Ancora al Covent Garden nel 1954 è Hoffmann in Les Contes d'Hoffmann.
A Salisburgo nel 1941 canta nella Messa in do minore K 427 di W.A. Mozart, nel 1943 in Die Zauberflöte con i Wiener Philharmoniker, nel 1945 in Die Entführung aus dem Serail, nel Requiem (Mozart), nella Messa dell'incoronazione di Mozart, nello Stabat Mater (Pergolesi) e tiene un recital, nel 1947 Dantons Tod di von Einem ed Arabella (opera) con la Della Casa e diretto da Karl Böhm, nel 1948 Fidelio diretto da Wilhelm Furtwängler, Le vin herbé di Frank Martin e la Messa in do maggiore (Beethoven), nel 1949 La clemenza di Tito con la Lipp e Das Lied von der Erde con Kathleen Ferrier ed i Wiener Philharmoniker diretto da Bruno Walter, L'enfance du Christ di Hector Berlioz e lo Stabat Mater di Emanuele d'Astorga, nel 1950 The Rape of Lucretia di Britten, Die sieben letzten Worte unseres Erlösers am Kreuze (Le Sette ultime parole) di Joseph Haydn e Das Buch mit sieben Siegeln Oratorio di Franz Schmidt, nel 1952 il Messiah di Händel, nel 1953 un concerto con Berry e nel 1961 Jedermann (Ognuno: la morte del ricco) di Hugo von Hofmannsthal.
Patzak fu nel cast di molte prime operistiche, fra cui Friedenstag di Richard Strauss, Der Mond di Carl Orff e Dantons Tod di von Einem.
Assieme alla Ferrier e con i Wiener Philharmoniker registrò Das Lied von der Erde di Gustav Mahler con la direzione di Walter per la Decca Records nel febbraio 1953 premiato con il Grammy Hall of Fame Award 1981.